# Clesly Evandro Guimarães
Clesly Evandro Guimarães (sinh ngày 28 tháng 4 năm 1975) là một cầu thủ bóng đá người Brasil.

## Sự nghiệp câu lạc bộ
Clesly Evandro Guimarães đã từng chơi cho FC Tokyo.

## Thống kê câu lạc bộ

### J.League
| Đội       | Năm       | J.League | J.League | J.League Cup | J.League Cup | Tổng cộng | Tổng cộng |
| Đội       | Năm       | Trận     | Bàn      | Trận         | Bàn          | Trận      | Bàn       |
| --------- | --------- | -------- | -------- | ------------ | ------------ | --------- | --------- |
| FC Tokyo  | 2001      | 26       | 9        | 4            | 2            | 30        | 11        |
| FC Tokyo  | 2002      | 29       | 8        | 6            | 1            | 35        | 9         |
| FC Tokyo  | 2003      | 27       | 9        | 8            | 0            | 35        | 9         |
| FC Tokyo  | 2004      | 15       | 4        | 4            | 1            | 19        | 5         |
| Tổng cộng | Tổng cộng | 97       | 30       | 22           | 4            | 119       | 34        |